# Kabari
Kabari ali Kavari (grško Κάβαροι, Kabaroi) so bili turška plemenska združba, ki se je v 9. stoletju naselila v središču današnje Ukrajine na širšem območju mesta Poltava. 

## Izvor
Kabari so bili del turških Hazarjev, ki so pod svojimi knezi v 7. stoletju n. št. na severnem Kavkazu ustanovili neodvisen kaganat. Na vrhuncu svoje moči v 9. stoletju se je Hazarski kaganat raztezal čez celotno južno rusko stepo med Volgo in Dneprom vse do Kavkaza in na severu čez tisto, kar je kasneje postalo Moskovija. 
Kabari so izšli iz treh hazarskih plemen, ki so se v 9. stoletju uprla Hazarskemu kaganatu. Vstaja je bila dovolj pomembna, da je bila omenjena v delu De administrando imperio cesarja in zgodovinarja Konstantina VII. (913–959). 

## Povezava z madžarskimi plemeni
Kabari so bili pozneje izgnani iz Hazarskega kaganata in so našli zaščito pri madžarski plemenski zvezi Hét-Magyar (Sedem madžarskih plemen). Tri kabarska plemena so se jim med selitvijo iz ukrajinske stepe v Panonsko nižino pridružila in jih podprla pri osvajanju tistega, kar je kasneje postalo Ogrska. Domneva se,  da bi lahko beseda Madžari/Ogri  izhajala iz turškega On Ogur (Deset puščic), če bi se ta izraz nanašal na sedem ugrofinskih in tri kabarska plemena.
Okoli leta 833 je madžarska plemenska zveza živela v ohlapni odvisnosti od hazarskega imperija v regiji Levédija med rekama Don in Dneper. Okoli leta 850 ali 860 so jih Pečenegi pregnali iz njihove domovine. Naselili so se na območju, ki jim ga je dodelil bizantinski cesar Konstantin VII. Bizantinski cesar Leon VI. je leta 894 je na pomoč poklical Madžare, ko se je vojskoval proti bolgarskemu carju Simeonu I. Pod vodstvom velikega kneza Álmoša so Madžari leta 895 prečkali Donavo in z ognjem in mečem opustošili Bolgarijo. Bolgari so nato poklicali na pomoč Pečenege, ki so Madžare napadli od zadaj in jih prisilili k umiku v Transilvanijo. Od tam so prodirali proti zahodu in premagali velikomoravskega kneza Svetopolka I. Po njegovi smrti (895) so izkoristili praznino v oblasti in zasedli Panonsko nižino. V letih 898/899 so se borili v Italiji kot zavezniki rimsko-nemškega kralja Arnulfa Koroškega. Po zmagi Madžarov nad Svetopolkom II. in njegovi smrti leta 906 je Velikomoravska propadla.  Ko so Madžari  poleti 907 v bitki pri Bratislavi uničili tudi bavarsko vojsko vojvode Liutpolda Bavarskega,  njihova naselitve v Panonski nižini ni bila več motena.

## Naselitev na Ogrskem
Kabari so se naselili predvsem v Biharski županiji kasnejše Kraljevine Ogrske (danes v okrajih Hajdú-Bihar in Békés, večinoma pa v Bihorski županiji v Romuniji) in v Transilvaniji. Nekateri zgodovinarji sumijo, da sta bila princ Marot, omenjen v Gesta Hungarorum, in njegov vnuk Menumorut, vojvoda Biharja, kabarskega porekla. Obstajajo dokazi, da so se Kabari naselili tudi v Kijevski kneževini. Vsaj nekaj Kabarov je sprejelo judovsko vero, drugi pa so bili kristjani, muslimani ali šamanisti. Prisotnost turške aristokracije med Madžari bi lahko pojasnila bizantinski protokol pod cesarjem Konstantinom VII. Porfirogenetom, po katerem so bili madžarski vladarji pri izmenjavi veleposlanikov vedno imenovani "knezi Turkov". Kabari so se sčasoma asimilirali z madžarskim prebivalstvom. 

## Preostale sledi
Obstajajo različne teorije o izvoru Seklerjev, ki so služili kot mejni stražarji madžarskega sistema Gyepű in so v poznem srednjem veku skupaj z madžarskim plemstvom in transilvanskimi Sasi tvorili enega od treh konstitutivnih narodov Transilvanije.   
Zgodovinarji so našli sled tudi v osebi Sámuela Aba, ogrskega kralja od 1041 do 1044  (rojen  okoli 990,  umorjen v Füzesabonyu 5. julija 1044, pokopan v opatiji Sáros). Sámuel Aba velja za sina Šabe, ki je bil leta 1001 ogrski palatin in hkrati plemenski poglavar Kabarjev. Kabari so se začeli pokristjanjevati šele po Šabovi poroki s Šarloto, najmlajšo sestro ogrskega kralja Štefana I. Svetega (1000–1038), prvega krščanskega kralja Ogrske. Kralj Sámuel Aba, ki je bil torej nečak ogrskega kralja Štefana I., je leta 1041 nasledil ogrski prestol kot tretji ogrski kralj, potem ko je premagal in izgnal svojega bratranca in predhodnika, Benečana Petra Orseola, sina Marije, starejše sestre kralja Štefana I. Njegova vladavina je bila kratka. Nasprotoval je plemstvu in duhovščini, po vdorih v avstrijsko mejno grofijo, kjer ga je leta 1042 premagal mejni grof Adalbert Zmagovalec, pa so se začeli notranji upori. V bitki s Henrikom III. pri Menföju¸je bil poražen in ujet in 5. julija 1044 usmrčen kot uzurpator. 
Z njim se zgodba ni končala, ker je imel veliko potomcev, zlasti v madžarskih plemiških družinah "de genere Aba" (iz rodbina Aba).

## Vira
- Európa uralkodói. Maecenas Verlag, 1999, ISBN 963-645-053-6 (madžarska različica Pétra Tamáske).
- Aba. V Johann Heinrich Zedler: Grosses vollständiges Universal-Lexicon Aller Wissenschafften und Künste. Band 1, Leipzig 1732, str. 1–32.